# 2000 no desporto

## Eventos

### Automobilismo
- 12 de março - Michael Schumacher vence o GP da Austrália e Rubens Barrichello é 2º colocado, sua corrida de estreia na Ferrari.[1]
- 22 de abril - Rubens Barrichello é pole no GP da Grã-Bretanha, a terceira na carreira e a primeira pela Ferrari.[2]
- 27 de maio - Juan Pablo Montoya vence as 500 Milhas de Indianápolis.[3] O colombiano é o oitavo piloto estreante a vencer a tradicional prova.[4]
- 30 de julho - Rubens Barrichello vence o GP da Alemanha, a sua primeira vitória na carreira e a 80ª do Brasil na categoria.[5]
- 8 de outubro - Michael Schumacher vence o GP do Japão e torna-se tricampeão mundial com uma prova de antecedência. O alemão encerra um jejum de títulos que durava 21 anos.[6]
- 30 de outubro - O brasileiro Gil de Ferran é campeão da Fórmula Indy com o terceiro lugar nas 500 Milhas de Fontana, na Califórnia, Estados Unidos.[7]

### Futebol
- 24 de janeiro - Rivaldo eleito o melhor jogador de futebol do mundo pela FIFA.
- 1 de agosto - Fundação do Brasiliense Futebol Clube, clube de futebol do Distrito Federal.
- 11 de dezembro - Após conturbada eleição, a FIFA decide dividir o prêmio de jogador de futebol do século entre Pelé e Maradona.

Campeonatos
- 14 de janeiro - O Corinthians sagrou-se o primeiro campeão Mundial de Clubes da Fifa.
- 14 de maio
  - Lazio é campeã Italiana, após 26 anos de jejum.[8][9]
  - Sporting é campeão nacional do Campeonato Português, após 18 anos de jejum (último título conquistado em 1982), com Augusto Inácio no comando.[10]
- 19 de maio - Deportivo La Coruña vence o Espanyol por 2 a 0 no Estádio Municipal de Riazor, em La Coruña, na última rodada, e conquista o inédito título espanhol.[11][12]
- 17 de junho - O Flamengo é bicampeão Carioca.
- 21 de junho - O Caxias é campeão Gaúcho. No jogo de ida, o Caxias venceu o Grêmio por 3 a 0 no Estádio Centenário, Caxias do Sul. Na volta, o Caxias empatou em 0 a 0 no estádio Olímpico e conquista o inédito título estadual.[13][14]
- 9 de julho O Cruzeiro é tricampeão da Copa do Brasil.
- 20 de dezembro - O Vasco é campeão da Copa Mercosul.
- 27 de dezembro - No jogo de ida da final da Copa João Havelange (Campeonato Brasileiro), São Caetano X Vasco, ficou no empate de 1 a 1, no Palestra Itália, em São Paulo.[15]
- 30 de dezembro - No jogo de volta, Vasco X São Caetano empatavam em 0 a 0, quando aos 23 minutos do primeiro tempo da partida, 12 metros da grade do superlotado estádio de São Januário, não suportaram a pressão dos torcedores que fugiam de uma briga e cederam, fazendo com que centenas de pessoas fossem pisoteadas, provocando cenas de pânico. 168 pessoas ficaram feridas, três delas em estado grave. Pouco mais de uma hora, o árbitro Oscar Roberto Godói, após uma ordem do governador do Rio de Janeiro, Anthony Garotinho, decidiu encerrar a partida.[16] O vice-presidente do Vasco, Eurico Miranda, discordou da atitude tomada e que o jogo tinha condições de ser reiniciado, mas o governador manteve firme sua decisão: Melhor adiar o jogo do que correr o risco da perda de uma vida. Apesar de a medida poder ser considerada antipática pelo torcedor movido pela paixão, era o que tinha que ser feito - afirmou Garotinho.[17]

### Tênis
- 11 de maio - Gustavo Kuerten vence o sueco Magnus Norman por 3 a 1 (6-2, 6-3, 2-6 e 7-6 (8-6 no tiebreaker)) e conquista o bicampeonato em Roland Garros.[18]
- 3 de dezembro - Gustavo Kuerten vence o norte-americano Andre Agassi por 3 a 0 (6-4, 6-4 e 6-4), e conquista a Copa do Mundo de tênis em Lisboa, Portugal. O tenista brasileiro termina o ano como o melhor jogador de tênis do mundo. Mais do que isso, Guga garantiu a primeira colocação no ranking de entradas, consagrando-se como o campeão do circuito no ano 2000. É a primeira vez na história que um brasileiro consegue terminar o ano como número um.[19]

### Multiesportivos
- 15 de setembro - Início dos XXVII Jogos Olímpicos de Verão em Sydney, Austrália.
- 23 de setembro - Com o gol de ouro aos 8 minutos do segundo tempo da prorrogação, Camarões vence o Brasil por 2 a 1 e disputa o ouro olímpico do futebol masculino.[20]
- 28 de setembro - Com o gol de ouro aos 11 minutos do primeiro tempo da prorrogação, a Noruega vence os Estados Unidos por 3 a 2 e conquista a medalha de ouro no futebol feminino.[21]
- 30 de setembro
  - Camarões vence a Espanha por 5 a 3 nos pênaltis (2 a 2 no tempo normal e 0 a 0 na prorrogação) e garante a medalha de ouro olímpica no futebol masculino. É a segunda medalha de ouro consecutiva para o futebol africano.[22]
  - Cuba vence Rússia de virada por 3 a 2 (25-27, 32-34, 25-19, 25-18 e 15-7) e conquistou o inédito tricampeonato olímpico seguido no voleibol feminino.[23]
- 1 de outubro - Iugoslávia vence Rússia por 3 a 0 (25-22, 25-22 e 25-20) e conquista inédita medalha de ouro olímpica no voleibol masculino.[24]
- Ao longo de 18 dias de competição, o Brasil não conquistou nenhuma medalha de ouro nos Jogos Olímpicos de Verão, a primeira vez que isso acontece desde Montreal, em 1976.[25]

## Nascimentos
| Data            | Nome                           | Profissão             | Nacionalidade                  | Observações | Ref |
| --------------- | ------------------------------ | --------------------- | ------------------------------ | ----------- | --- |
| 4 de janeiro    | Facundo Colidio                | futebolista           | Argentina                      |             |     |
| 4 de janeiro    | Max Aarons                     | futebolista           | Inglaterra                     |             |     |
| 5 de janeiro    | Justin Dowell                  | Ciclista              | Estados Unidos                 |             |     |
| 7 de janeiro    | Brody Malone                   | Ginasta               | Estados Unidos                 |             |     |
| 8 de janeiro    | Key Alves                      | Vôleibolista          | Brasil                         |             |     |
| 11 de janeiro   | Björn Seeliger                 | Nadador               | Suécia                         |             |     |
| 13 de janeiro   | Carl Bengtström                | Velocista             | Suécia                         |             |     |
| 14 de janeiro   | Jonathan David                 | futebolista           | Canadá                         |             |     |
| 17 de janeiro   | Ebrar Karakurt                 | vôleibolista          | Turquia                        |             |     |
| 17 de janeiro   | Luiz Maurício da Silva         | atleta                | Brasil                         |             |     |
| 19 de janeiro   | Nataliia Kobzar                | atleta paralímpica    | Ucrânia                        |             |     |
| 20 de janeiro   | Tyler Herro                    | basquetebolista       | Estados Unidos                 |             |     |
| 25 de janeiro   | Remco Evenepoel                | ciclista              | Bélgica                        |             |     |
| 26 de janeiro   | Angelina                       | futebolista           | Brasil                         |             |     |
| 27 de janeiro   | Aurélien Tchouaméni            | futebolista           | França                         |             |     |
| 28 de janeiro   | Abel Ruiz                      | futebolista           | Espanha                        |             |     |
| 28 de janeiro   | Dušan Vlahović                 | futebolista           | Sérvia                         |             |     |
| 29 de janeiro   | Anthony Contreras              | futebolista           | Costa Rica                     |             |     |
| 30 de janeiro   | Yūji Nishida                   | voleiolista           | Japão                          |             |     |
| 31 de janeiro   | Willian Lima                   | judoca                | Brasil                         |             |     |
| 31 de janeiro   | Julián Álvarez                 | futebolista           | Argentina                      |             |     |
| 5 de fevereiro  | Chayenne da Silva              | atleta                | Brasil                         |             |     |
| 6 de fevereiro  | Conor Gallagher                | Futebolista           | Inglaterra                     |             |     |
| 13 de fevereiro | Vitinha                        | futebolista           | Portugal                       |             |     |
| 15 de fevereiro | Michał Skóraś                  | futebolista           | Polônia                        |             |     |
| 16 de fevereiro | Amine Gouiri                   | futebolista           | França                         |             |     |
| 16 de fevereiro | Carlos Yulo                    | Ginasta               | Filipinas                      |             |     |
| 19 de fevereiro | Miranda                        | futebolista           | Brasil                         |             |     |
| 20 de fevereiro | Kristóf Milák                  | nadador               | Hungria                        |             |     |
| 20 de fevereiro | Josh Sargent                   | futebolista           | Estados Unidos                 |             |     |
| 20 de fevereiro | Andrea Cambiaso                | futebolista           | Itália                         |             |     |
| 22 de fevereiro | Timothy Weah                   | futebolista           | Estados Unidos                 |             |     |
| 23 de fevereiro | Femke Bol                      | Velocista             | Países Baixos                  |             |     |
| 24 de fevereiro | Antony                         | futebolista           | Brasil                         |             |     |
| 26 de fevereiro | Timothy Weah                   | futebolista           | Estados Unidos                 |             |     |
| 28 de fevereiro | Moise Kean                     | futebolista           | Itália                         |             |     |
| 28 de fevereiro | Josip Šutalo                   | futebolista           | Croácia                        |             |     |
| 29 de fevereiro | Ferrán Torres                  | futebolista           | Espanha                        |             |     |
| 29 de fevereiro | Hugo Vetlesen                  | futebolista           | Noruega                        |             |     |
| 2 de março      | Bárbara Domingos               | ginasta rítmica       | Brasil                         |             |     |
| 3 de março      | Erik Cardoso                   | velocista             | Brasil                         |             |     |
| 4 de março      | Zhang Boheng                   | Ginasta               | China                          |             |     |
| 6 de março      | Aninha                         | futebolista           | Brasil                         |             |     |
| 10 de março     | Thiago Seyboth Wild            | Tenista               | Brasil                         |             |     |
| 19 de março     | Su Weide                       | Ginasta               | China                          |             |     |
| 23 de março     | Bamba Dieng                    | futebolista           | Senegal                        |             |     |
| 25 de março     | Jadon Sancho                   | futebolista           | Inglaterra                     |             |     |
| 28 de março     | Chris Richards                 | futebolista           | Estados Unidos                 |             |     |
| 30 de março     | Colton Herta                   | automobilista         | Inglaterra                     |             |     |
| 1 de abril      | Christina Källberg             | mesa-tenista          | Suécia                         |             |     |
| 2 de abril      | Josip Stanišić                 | futebolista           | Croácia                        |             |     |
| 4 de abril      | Lorraine Martins               | atleta                | Brasil                         |             |     |
| 4 de abril      | Luciano Vicentín               | Voleibolista          | Argentina                      |             |     |
| 8 de abril      | Miguel Lopes Hidalgo           | triatleta             | Brasil                         |             |     |
| 9 de abril      | Kaori Sakamoto                 | Patinadora Artística  | Japão                          |             |     |
| 12 de abril     | Maria Sotskova                 | Patinadora Artística  | Rússia                         |             |     |
| 12 de abril     | Sophia Kleinherne              | futebolista           | Alemanha                       |             |     |
| 13 de abril     | Beatriz Dizotti                | nadadora              | Brasil                         |             |     |
| 13 de abril     | Rasmus Dahlin                  | jogador de hockey     | Suécia                         |             |     |
| 13 de abril     | Facundo Torres                 | futebolista           | Uruguai                        |             |     |
| 14 de abril     | Miu Hirano                     | mesa-tenista          | Japão                          |             |     |
| 19 de abril     | Lucas Braathen                 | esquiador alpino      | Noruega · Brasil               |             |     |
| 19 de abril     | Azzedine Ounahi                | futebolista           | Marrocos                       |             |     |
| 23 de abril     | Chloe Kim                      | snowboarder           | Estados Unidos                 |             |     |
| 25 de abril     | Oihan Sancet                   | futebolista           | Espanha                        |             |     |
| 28 de abril     | Ellie Carpenter                | futebolista           | Austrália                      |             |     |
| 28 de abril     | Oliver Hayes-Brown             | Basquetebolista       | Austrália                      |             |     |
| 2 de maio       | Thomas Dean                    | nadador               | Inglaterra                     |             |     |
| 8 de maio       | Sandro Tonali                  | futebolista           | Itália                         |             |     |
| 11 de maio      | Yuki Tsunoda                   | automobilista         | Japão                          |             |     |
| 11 de maio      | Tobias Christensen             | Futebolista           | Noruega                        |             |     |
| 14 de maio      | Firas Al-Buraikan              | futebolista           | Arábia Saudita                 |             |     |
| 15 de maio      | Dayana Yastremska              | tenista               | Ucrânia                        |             |     |
| 18 de maio      | Ryan Sessegnon                 | futebolista           | Inglaterra                     |             |     |
| 23 de maio      | Felipe Drugovich               | automobilista         | Brasil                         |             |     |
| 24 de maio      | Noah Okafor                    | futebolista           | Suíça                          |             |     |
| 27 de maio      | Jade Carey                     | ginasta               | Estados Unidos                 |             |     |
| 27 de maio      | Linda Bock                     | voleibolista          | Alemanha                       |             |     |
| 27 de maio      | Abner Vinícius da Silva Santos | futebolista           | Brasil                         |             |     |
| 28 de maio      | Taylor Ruck                    | nadadora              | Canadá                         |             |     |
| 28 de maio      | Phil Foden                     | futebolista           | Inglaterra                     |             |     |
| 30 de maio      | Fábio Vieira                   | futebolista           | Portugal                       |             |     |
| 3 de junho      | Alison dos Santos              | atleta                | Brasil                         |             |     |
| 9 de junho      | Laurie Hernandez               | ginasta               | Estados Unidos                 |             |     |
| 9 de junho      | Diego Lainez                   | futebolista           | México                         |             |     |
| 14 de junho     | RJ Barrett                     | basquetebolista       | Canadá                         |             |     |
| 16 de junho     | Bianca Andreescu               | tenista               | Canadá                         |             |     |
| 24 de junho     | Anastasiya Kirpichnikova       | Nadadora              | França / n. Rússia             |             |     |
| 3 de julho      | Mikkel Damsgaard               | futebolista           | Dinamarca                      |             |     |
| 4 de julho      | Rikako Ikee                    | nadadora              | Japão                          |             |     |
| 6 de julho      | Zion Williamson                | basquetebolista       | Estados Unidos                 |             |     |
| 10 de julho     | Shallon Olsen                  | Ginasta               | Canadá                         |             |     |
| 11 de julho     | Keno Machado                   | Boxeador              | Brasil                         |             |     |
| 11 de julho     | Julia Henriksson               | Velocista             | Suécia                         |             |     |
| 11 de julho     | Benjamín Garré                 | futebolista           | Argentina                      |             |     |
| 12 de julho     | Vinícius Júnior                | futebolista           | Brasil                         |             |     |
| 12 de julho     | Alberto Di Silvestre           | vôlei de praia        | Itália                         |             |     |
| 12 de julho     | Kayque                         | futebolista           | Brasil                         |             |     |
| 15 de julho     | Paulinho                       | futebolista           | Brasil                         |             |     |
| 18 de julho     | Angelina Melnikova             | ginasta artística     | Rússia                         |             |     |
| 19 de julho     | Bruna Takahashi                | mesa-tenista          | Brasil                         |             |     |
| 21 de julho     | Erling Haaland                 | futebolista           | Noruega                        |             |     |
| 24 de julho     | Luiz Francisco                 | skatista              | Brasil                         |             |     |
| 25 de julho     | Benjamin Hance                 | nadador paralímpico   | Austrália                      |             |     |
| 27 de julho     | Roos Zwetsloot                 | skatista              | Holanda                        |             |     |
| 28 de julho     | Ainė Raupelyté                 | Vôleibolista de praia | Lituânia                       |             |     |
| 29 de julho     | Marcus Armstrong               | Automobilista         | Nova Zelândia                  |             |     |
| 2 de agosto     | Mohammed Kudus                 | Futebolista           | Gana                           |             |     |
| 10 de agosto    | Sophia Olivia Smith            | Futebolista           | Estados Unidos                 |             |     |
| 10 de agosto    | Jüri Vips                      | automobilista         | Estónia                        |             |     |
| 11 de agosto    | Orlando Galo                   | Futebolista           | Costa Rica                     |             |     |
| 19 de agosto    | Božana Butigan                 | Vôleibolista          | Croácia / Bósnia e Herzegovina |             |     |
| 23 de agosto    | Boryana Kaleyn                 | Ginasta               | Bulgária                       |             |     |
| 30 de agosto    | João Chianca                   | Surfista              | Brasil                         |             |     |
| 31 de agosto    | Angel Gomes                    | Futebolista           | Inglaterra                     |             |     |
| 7 de setembro   | Ariarne Titmus                 | Nadadora              | Austrália                      |             |     |
| 14 de setembro  | Ethan Ampadu                   | futebolista           | País de Gales                  |             |     |
| 16 de setembro  | Oliver Skipp                   | futebolista           | Inglaterra                     |             |     |
| 19 de setembro  | Jakob Ingebrigtsen             | atleta                | Noruega                        |             |     |
| 22 de setembro  | Kush Maini                     | automobilista         | Índia                          |             |     |
| 26 de setembro  | Mattias Skjelmose Jensen       | ciclista              | Dinamarca                      |             |     |
| 29 de setembro  | Gabriel Menino                 | futebolista           | Brasil                         |             |     |
| 9 de outubro    | Lucas Piton                    | futebolista           | Brasil                         |             |     |
| 14 de outubro   | Arthur Leclerc                 | automobilista         | Mónaco                         |             |     |
| 22 de outubro   | Brenden Aaronson               | futebolista           | Estados Unidos                 |             |     |
| 24 de outubro   | Ana Vitória Magalhães          | ciclista              | Brasil                         |             |     |
| 25 de outubro   | Dominik Szoboszlai             | futebolista           | Hungria                        |             |     |
| 27 de outubro   | Laura Amaro                    | Halterofilista        | Brasil                         |             |     |
| 30 de outubro   | Joel King                      | futebolista           | Austrália                      |             |     |
| 31 de outubro   | Adriana Díaz                   | mesa-tenista          | Porto Rico                     |             |     |
| 1 de novembro   | Gonzalo Plata                  | futebolista           | Equador                        |             |     |
| 2 de novembro   | Alphonso Davies                | futebolista           | Canadá                         |             |     |
| 3 de novembro   | Sergiño Dest                   | futebolista           | Estados Unidos                 |             |     |
| 4 de novembro   | Sun Yingsha                    | mesa-tenista          | China                          |             |     |
| 6 de novembro   | Guilherme Schimidt             | judoca                | Brasil                         |             |     |
| 7 de novembro   | Lincoln                        | futebolista           | Brasil                         |             |     |
| 7 de novembro   | Hudson-Odoi                    | futebolista           | Inglaterra                     |             |     |
| 7 de novembro   | Khalid Al-Ghannam              | futebolista           | Arábia Saudita                 |             |     |
| 7 de novembro   | Anass Zaroury                  | futebolista           | Marrocos                       |             |     |
| 9 de novembro   | Selma Bacha                    | futebolista           | França                         |             |     |
| 1 de dezembro   | Sophia Flörsch                 | automobilista         | Alemanha                       |             |     |
| 3 de dezembro   | Magdalena Stysiak              | Vôleibolista          | Polónia                        |             |     |
| 6 de dezembro   | Flaco López                    | Futebolista           | Argentina                      |             |     |
| 7 de dezembro   | Klara Bühl                     | futebolista           | Alemanha                       |             |     |
| 12 de dezembro  | Augusto Akio                   | skatista              | Brasil                         |             |     |
| 16 de dezembro  | Richard Verschoor              | automobilista         | Holanda                        |             |     |
| 17 de dezembro  | Wesley Fofana                  | futebolista           | França                         |             |     |
| 22 de dezembro  | Soichiri Kozuki                | futebolista           | Japão                          |             |     |
| 23 de Dezembro  | Clément Novalak                | automobilista         | França                         |             |     |
| 24 de dezembro  | Jesús Ferreira                 | futebolista           | Estados Unidos                 |             |     |
| 31 de Dezembro  | Logan Sargeant                 | Automobilista         | Estados Unidos                 |             |     |

## Mortes
| Data            | Nome             | Profissão                 | Nacionalidade   | Observações | Ref           |
| --------------- | ---------------- | ------------------------- | --------------- | ----------- | ------------- |
| 27 de janeiro   | Matateu          | futebolista               | Portugal        | n. 1927     |               |
| 5 de fevereiro  | Ronald Robertson | patinador artístico       | Estados Unidos  | n. 1937     |               |
| 23 de fevereiro | Stanley Matthews | futebolista               | Inglaterra      | n. 1914     |               |
| 7 de abril      | Barbosa          | ex-goleiro                | Brasil          | n. 1921     | [ 26 ] [ 27 ] |
| 18 de maio      | Domingos da Guia | futebolista               | Brasil          | m. 2000     | [ 28 ]        |
| 10 de junho     | Rômulo Arantes   | nadador e ator            | Brasil          | n. 1957     | [ 29 ]        |
| 2 de julho      | James Grogan     | patinador artístico       | Estados Unidos  | n. 1931     |               |
| 22 de novembro  | Emil Zátopek     | atleta, corredor de fundo | Tchecoslováquia | n. 1922     |               |
| 10 de dezembro  | José Águas       | futebolista               | Portugal        | n. 1930     |               |